# Замок Дунаніні

Герб вождів клану МакДональд (МакДоннелл).

Замок Дунаніні (англ. Dunaneeny Castle, Dunineny Castle, ірл. Dún an Aonaigh) — замок Дун ан Аонайх — один із замків Ірландії, розташований у графстві Антрім, Північна Ірландія. Нині від замку лишилися вбогі руїни. Колись замок стояв біля замку Баллікастл, замок Дунаніні був резиденцією вождя клану МакДональд Даннівег, потім резиденцією вождя клану МакДоннелл Антрім.
Замок був побудований кланом О'Каррол — кланом, що жив на цій землі протягом багатьох століть. Пізніше замок захопили вожді клану МакДональд — замок перебував на стратегічному становищі — контролюючи замок, вони контролювали протоку і кораблі, що йшли в порти Ольстера. У цьому замку народився Сорлі Бой МакДоннелл у 1505 році. У цьому замку він жив, з цього замку він вів загони своїх «галлоглассів» на переможні битви, у цьому ж замку він і помер. Звідси його відправили в останню путь через Баллікастл до абатства Бун-на-майргі (ірл. Bun-na-mairgie), де він був похований у своїй гробниці. Руїни церкви, де він був похований знаходяться недалеко від замку Баллікастл.
Монастир був побудований кланом МакКвіллін, потім був розширений кланом МакДоннелл. Монастир був побудований із дикого каменю і в XIV—XV століттях там жили монахи-францісканці. Церква булла сильно пошкоджена 4 січня 1584 року, коли англійські колоністи з Пейлу під командою Джона Перротта та Вільяма Стенлі здійснили похід на північ Ірландії та захопили монастир. У цей час вождь клану Сорлі Бой МакДоннелл повертався з походу з військом. Його союзники, знаючи про його прибуття, напали на англійців. Почався бій, церква запалала, сер Вільям Стенлі був поранений, сер Джон Перротт змушений був відступити, але при цьому прихопив із церкви стародавній хрест святого Колумби, який він передав серу Френсісу Валшінгаму. Потім церква булла відновлена і монастир знову був заселений монахами. Біля замку є багато поховань загиблих у чисельних битвах під час нескінченних війн у цій частині Ірландії. Зокрема, полеглі в битві між кланами МакДоннелл та МакКвіллін під Аура, у битві між Шейном О'Нілом та Сорлі МакДоннеллом, у битві між військом Джона Перротта з ірландськими кланами.
Замок Дунаніні стоїть на скелі Кінбейн-кастл. Назва замку в перекладі з ірландської означає «Замок Справедливості». Замок колись був оточений морем з усіх боків, крім південного, де він був захищений ровом, що був видовбаний у скельній породі.